# Illusion (Dua Lipa)
Illusion è un singolo della cantante britannico-albanese Dua Lipa, pubblicato il 12 aprile 2024 come terzo estratto dal terzo album in studio Radical Optimism.

## Video musicale
Il video, diretto da Tanja Muïn'o e girato presso la piscina municipale di Montjuïc, è stato reso disponibile in contemporanea con l'uscita del singolo attraverso il canale YouTube della cantante.

## Tracce
Testi e musiche di Dua Lipa, Caroline Ailin, Danny L Harle, Tobias Jesso Jr. e Kevin Parker.
1. Illusion – 3:08

## Classifiche

### Classifiche settimanali
| Classifica (2024) | Posizione massima |
| ----------------- | ----------------- |
| Argentina         | 81                |
| Australia         | 21                |
| Austria           | 61                |
| Belgio (Fiandre)  | 27                |
| Bielorussia       | 13                |
| Brasile           | 100               |
| Bulgaria          | 4                 |
| Canada            | 28                |
| Danimarca         | 33                |
| Estonia           | 13                |
| Francia           | 32                |
| Germania          | 76                |
| Grecia            | 12                |
| Irlanda           | 14                |
| Italia            | 55                |
| Kazakistan        | 13                |
| Libano            | 14                |
| Lituania          | 26                |
| Lussemburgo       | 11                |
| Moldavia          | 98                |
| Norvegia          | 27                |
| Nuova Zelanda     | 32                |
| Paesi Bassi       | 38                |
| Polonia           | 69                |
| Portogallo        | 16                |
| Regno Unito       | 9                 |
| Repubblica Ceca   | 45                |
| Russia            | 5                 |
| Slovacchia        | 44                |
| Spagna            | 39                |
| Stati Uniti       | 43                |
| Svezia            | 24                |
| Svizzera          | 25                |
| Ucraina           | 68                |

### Classifiche di fine anno
| Classifica (2024) | Posizione |
| ----------------- | --------- |
| Bielorussia       | 37        |
| Canada            | 95        |
| Estonia           | 33        |
| Islanda           | 96        |
| Russia            | 29        |